# 提督の艦隊
『提督の艦隊』（ていとくのかんたい、原題：Michiel de Ruyter）は、2015年に公開されたオランダの映画。ミヒール・デ・ロイテルを描いた伝記映画であり、ロエル・レイネが監督を務めている。2015年1月26日にアムステルダムのオランダ海洋博物館でプレミア上映が行われ、同月29日に劇場公開された。
日本では劇場未公開で、WOWOWで放映された後、2016年2月5日にDVD化された。

## あらすじ
1664年、第2次英蘭戦争がたけなわだったが、オランダは共和国としてヨハン・デ・ウィットが首相を務めていたが、オラニエ＝ナッサウ家のウィレムを国王に推戴したがるオラニエ派と角逐していた。ウィレムはイングランド王チャールズ2世の甥だったからである。コルネリス・デ・ウィットとヨハンの兄弟は、オラニエ派の民衆のリンチに遭って殺されてしまう。だが二人の親友の提督ミヒール・デ・ロイテルはイングランド艦隊を打ち破って戦死する。ウィレムはメアリー2世と結婚し、将来のイングランド王の地位を固めるのだった。

## キャスト
- ミヒール・デ・ロイテル - フランク・ラマース（オランダ語版）
- チャールズ2世 - チャールズ・ダンス
- マールテン・トロンプ - ルトガー・ハウアー
- アンナ・デ・ロイテル・ファン・ゲルダー - サネ・ランゲラール（オランダ語版）
- ヨハン・デ・ウィット - バリー・アトスマ（オランダ語版）
- ウェンデラ・ビッカー（オランダ語版） - リーケ・ファン・レクスモンド（オランダ語版）
- コルネリス・デ・ウィット - ルーラント・フェルンハウト（オランダ語版）
- ウィレム3世 - エグバート・ヤン・ウェーバー（オランダ語版）
- メアリー・スチュアート - エラ＝ユン・ヘンハルド（オランダ語版）
- ウィレム・ジョセフ・ファン・ゲント（オランダ語版） - ティゴ・ヘルナンド（オランダ語版）
- ヨハン・キーヴィト（オランダ語版） - デレク・デ・リント
- ウィリアム・ベンティンク - イェル・デ・ヨンク（オランダ語版）
- コルネリス・トロンプ（オランダ語版） - ハヨ・ブロウンズ（オランダ語版）
- ファン・ギネケン - ジーン・ベルヴォーツ（オランダ語版）
- 大法官 - ダニエル・ブロックルバンク

## 製作

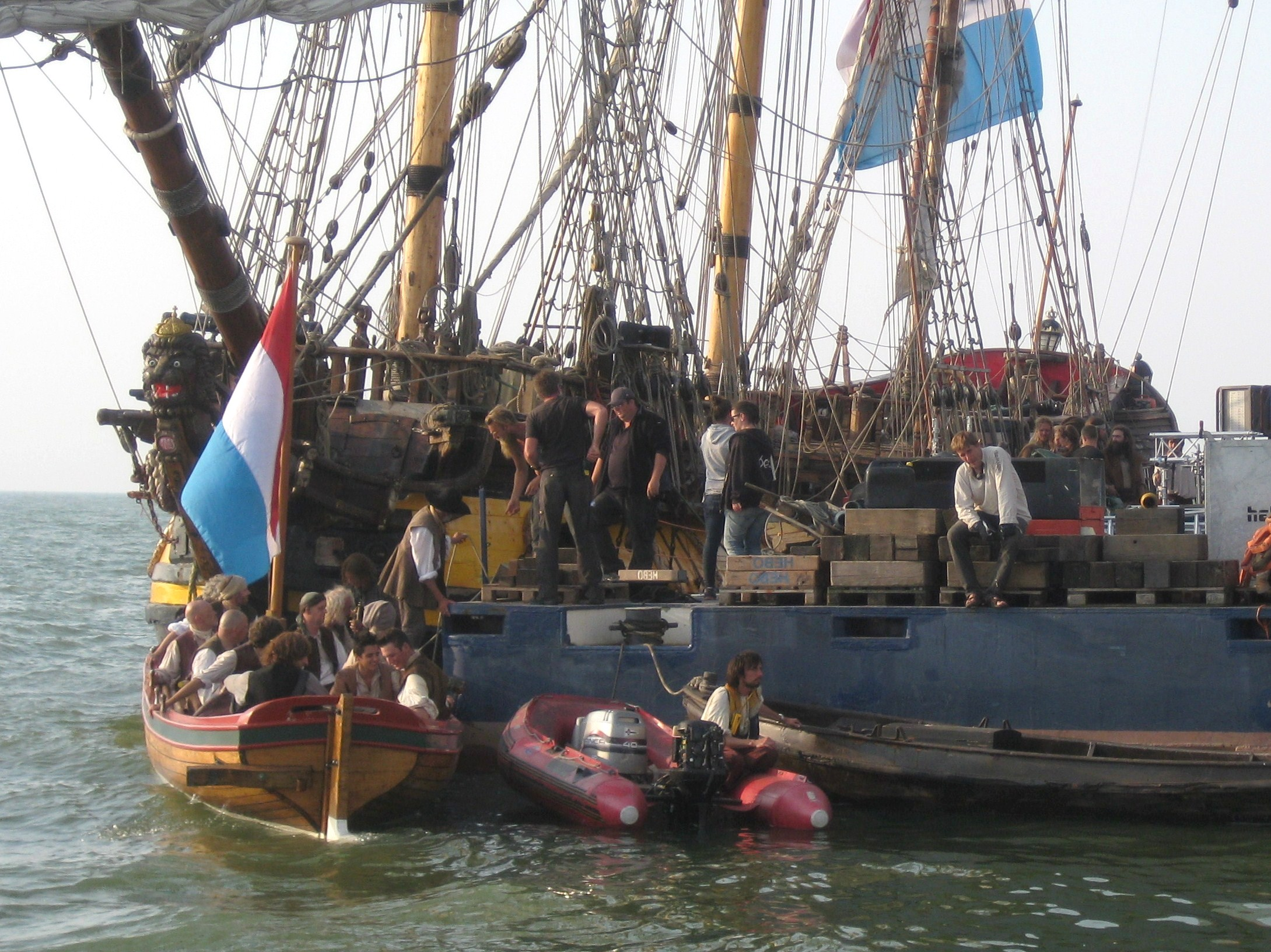
撮影風景

監督はロエル・レイネ、プロデューサーはクラース・デ・ヨングが務め、800万ユーロの製作費がかけられた。主役のロイテル役にはヨリック・ヴァン・ヴァーヘニンゲンが検討されていたが、彼は最終的に出演契約を結ばなかった。2014年5月9日にキャストが発表された。撮影はゼーランド州、テセル、ワッデン海、リダーザールで行われた。

## 論争
映画は公開前から「オランダ植民地主義を称賛している」と複数の団体から批判されていた。しかし、映画では植民地支配への言及は皆無であり、オランダの勢力拡大に貢献したオランダ東インド会社とロイテル指揮下の海軍に保護されている商船について言及しているのみだった。映画の主題はロイテルを除いて内政問題であり、ヨハン・デ・ウィットの惨殺事件やウィレム3世がメアリー2世と結婚するまでのイングランドとの関係が描かれている。